# 잔물땡땡이
잔물땡땡이는 물땡땡이과에 속하는 수서 곤충이다. 몸길이는 15~20mm이고, 광택이 있는 흑색이며 긴 타원형이다. 논, 웅덩이, 연못, 인공호 등 정수역과 평지하천, 강 등 유수역에 서식한다. 유속이 완만하거나 정체되는 수변부의 식생이 풍부한 곳을 선호한다. 성충은 연중 볼 수 있는데 물속의 풀을 먹고, 마름이나 연의 잎 아랫면에 덩어리 형태로 주머니 속에 낳아서 물표면 가까이 있는 물풀에다 붙여 둔다. 애벌레는 여름에 보이며 작은 동물을 잡아먹는다. 가로등이나 전등불에도 많이 날아든다. 한국 전역, 일본, 중국, 몽골에 분포한다.
짝찟기를 마친 암컷은 알집을 만들고 그 안에 약 30~50개의 알을 낳는다. 그리고 약 3~4일 후면 유충들이 단체로 부화한다.
잔물땡땡이 유충은 먹이를 먹을 때 육지나 돌을 붙잡고고개를 들어 섭식하는 본능이 있다.

## 모기의 천적
잔물땡땡이는 모기유충(장구벌레)의 천적이다.
3령 잔물땡땡이 유충 1마리가 최대900마리의 장구벌레를 잡아먹을 수 있다.

## 기후변화 지표종
논 환경 변화에 민감하고 일정한 방향의 반응을 보이는 생물종은 생물지표로 활용할 수 있는데, 생물계절 무인관측시스템을 이용하여 논 서식 애물땡땡이와 잔물땡땡이의 비행시기를 관측하였으며 관측 결과를 바탕으로 RCP 기후변화 시나리오를 적용하여 이들의 생물계절변화를 예측하는 실험을 하기도 하였다.
분석결과 애물땡땡이와 잔물땡땡이 모두 비행 시작시기가 2080년대에는 15일 이상 앞당겨지는 것으로 분석되었으며 비행시기의 변화는 2080년대로 갈수록 빨라지는 것으로 나타났다. 또한 비행 기간도 단축되어 비행 종료시기는 2080년대에 27일 이상 빨라지는 것으로 예측되었다.
서식 위치에 따라서는 내륙보다는 해안에서 애물땡땡이와 잔물땡땡이의 생물계절 변화가 뚜렷한 것으로 나타났으며, 평야보다는 곡간지가, 도심지 보다 도외지가 생물계절 변화가 큰 것으로 나타났다. 따라서 애물땡땡이와 잔물땡땡이를 기후변화 지표종으로서 활용할 수 있을 것으로 판단된다.